# 1874年大彗星
1874年大彗星（Great Comet of 1874），也稱為科吉亞彗星（Comet Coggia），正式命名為C/1874 H1，是一顆1874年肉眼可見的彗星。由於其非凡的亮度，它被認為是大彗星之一。
1874年7月13日，彗星視星等達到0至1等之間的峰值。

## 觀測歷史
1874年4月17日，天文學家耶羅姆·尤金·科吉亞在馬賽天文台發現了這顆彗星。在四月和五月裡，許多天文學家密切觀察了這顆彗星，包括斯特拉斯堡的弗里德里希·奧古斯特·特奧多爾·溫尼克（Friedrich August Theodor Winnecke）、阿切特里的威廉·坦普爾、巴黎的喬治·拉葉、維也納的利波特·舒爾霍夫、漢堡的格奧爾格·弗里德里希·威廉·呂姆克、雅典的約翰·弗里德里希·尤利烏斯·施密特、萊比錫的卡爾·克里斯蒂安·布魯恩斯、格林威治的威廉·克里斯蒂（William Christie）和哥本哈根的約翰·路易·埃米爾·德雷耳。五月中旬，天文學家利用望遠鏡發現了一條微弱的尾巴。
6月初，這顆彗星肉眼可見。到了6月底，彗星亮度達到4等。7月初，彗尾已增長到6°，7月16日達到45°。彗星尾巴又直又窄，尾端橫跨天空1°到2°
從7月16日到7月23日，彗星在天空中迅速向南移動，使得在北半球觀測彗星變得更困難。報告顯示尾長約60°至70°；尾部至少長63°。7月23日，施密特在雅典從北半球對這顆彗星進行了最後一次觀測。
7月27日，這顆彗星在南半球變得可見，南非和澳洲的Robert L. J. Ellery進行了觀測。根據7月29日黎明前亨利·張伯倫·拉塞爾（Henry Chamberlain Russell）觀測指出，「彗核像一等恆星明亮，頭部大約是月球直徑的一半。」
8月1日至10月7日，約翰·特布特（John Tebbutt）於南威爾斯溫莎於對這顆彗星進行了觀測。10月19日，約翰·M·托梅（John M. Thome）在阿根廷科爾多瓦對科吉亞彗星進行了最後一次觀測。